# Marijampolė

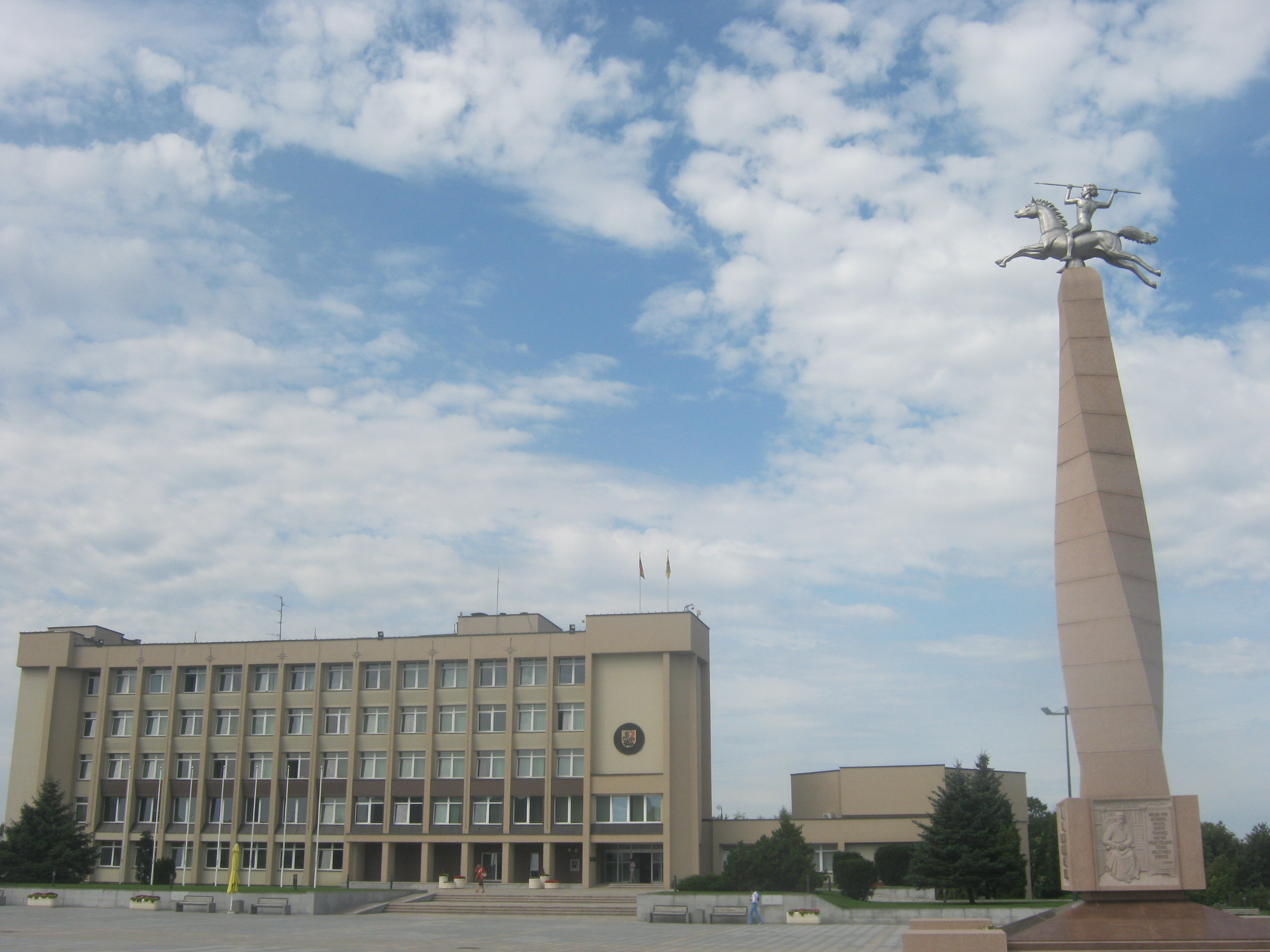
Zentraler Platz von Marijampolė

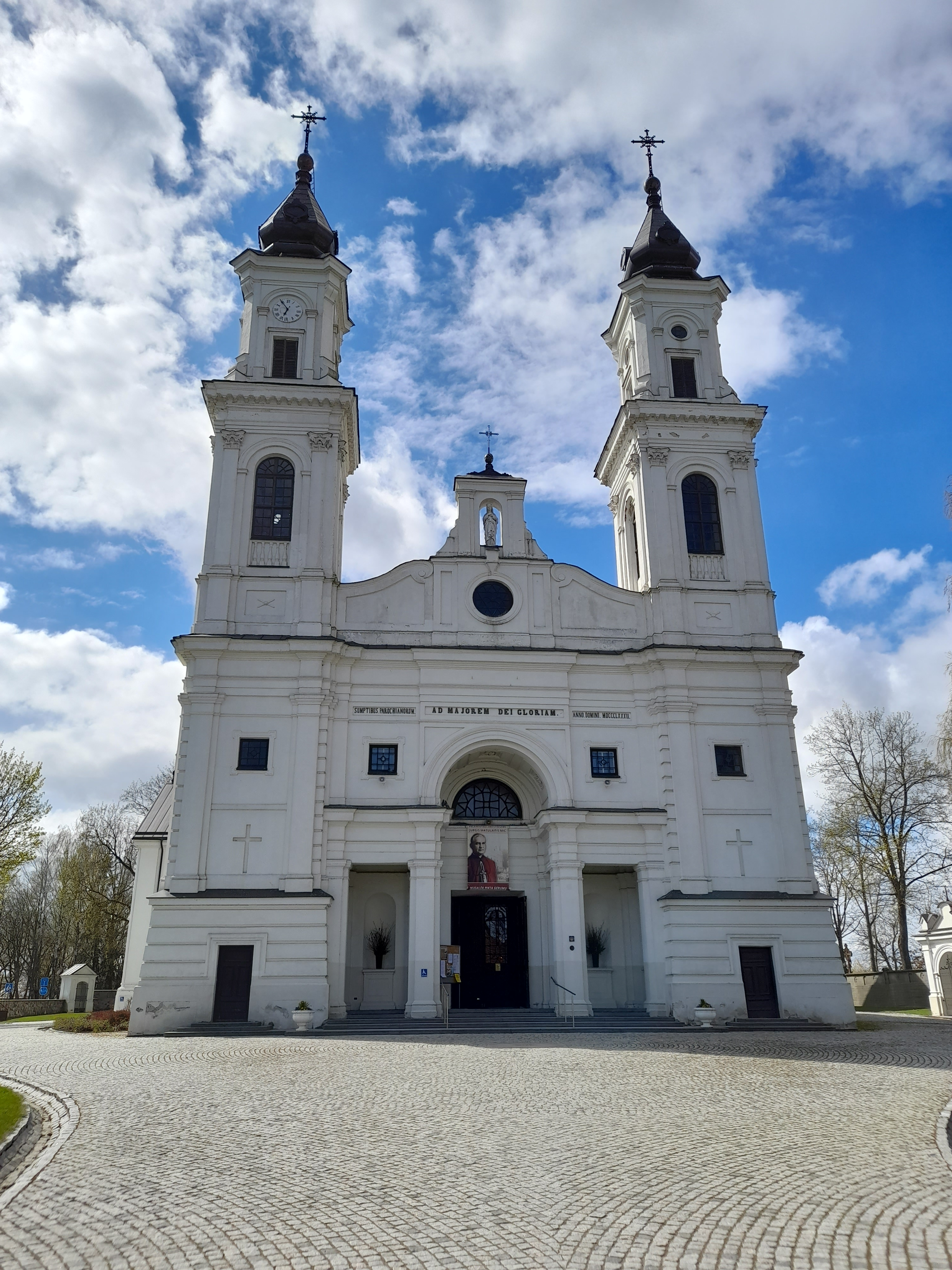
St. Michaels Basilika in Marijampolė

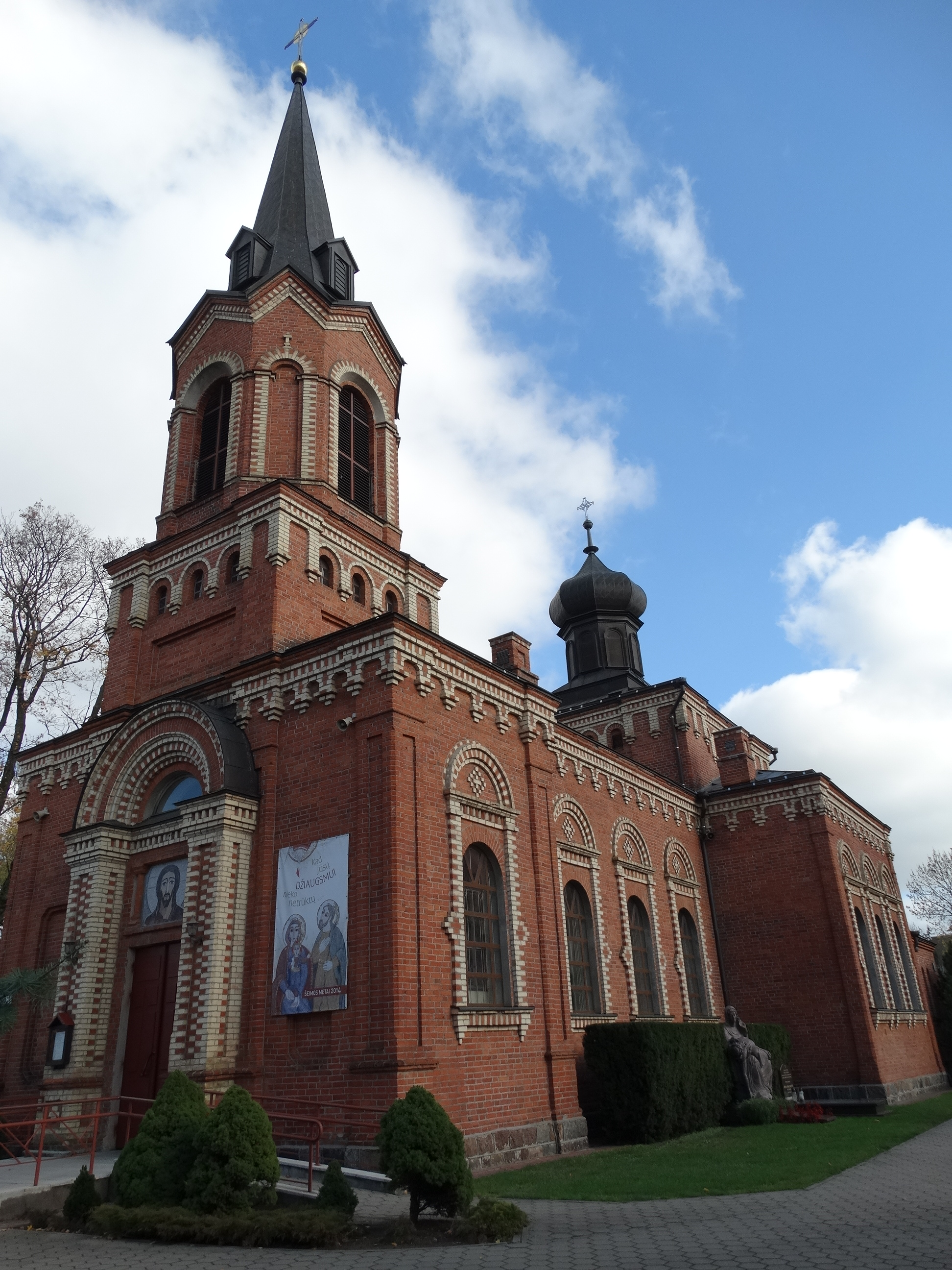
St.-Vincent-und-Paul-Kirche in Marijampolė

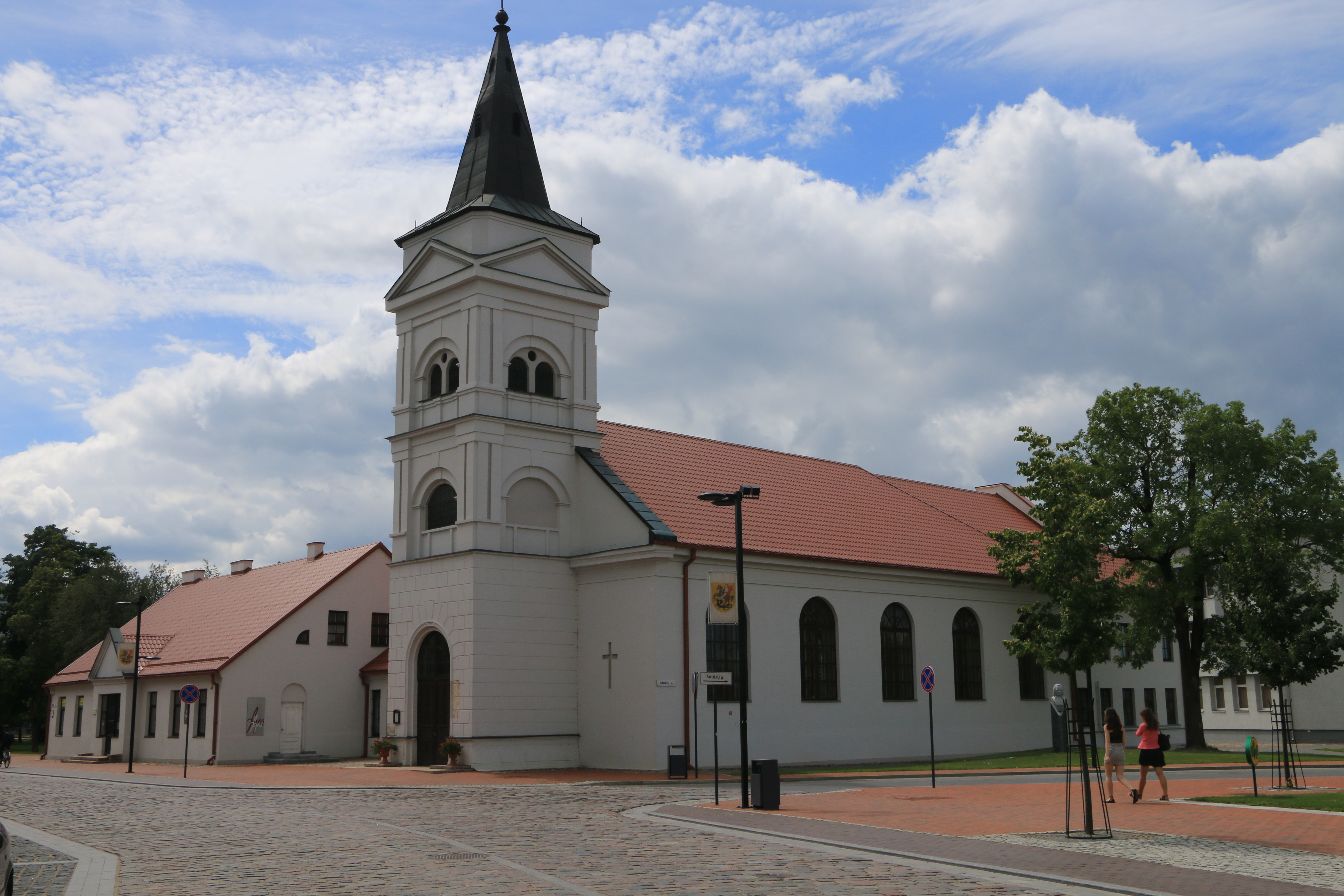
Evangelisch-lutherische Kirche in Marijampolė

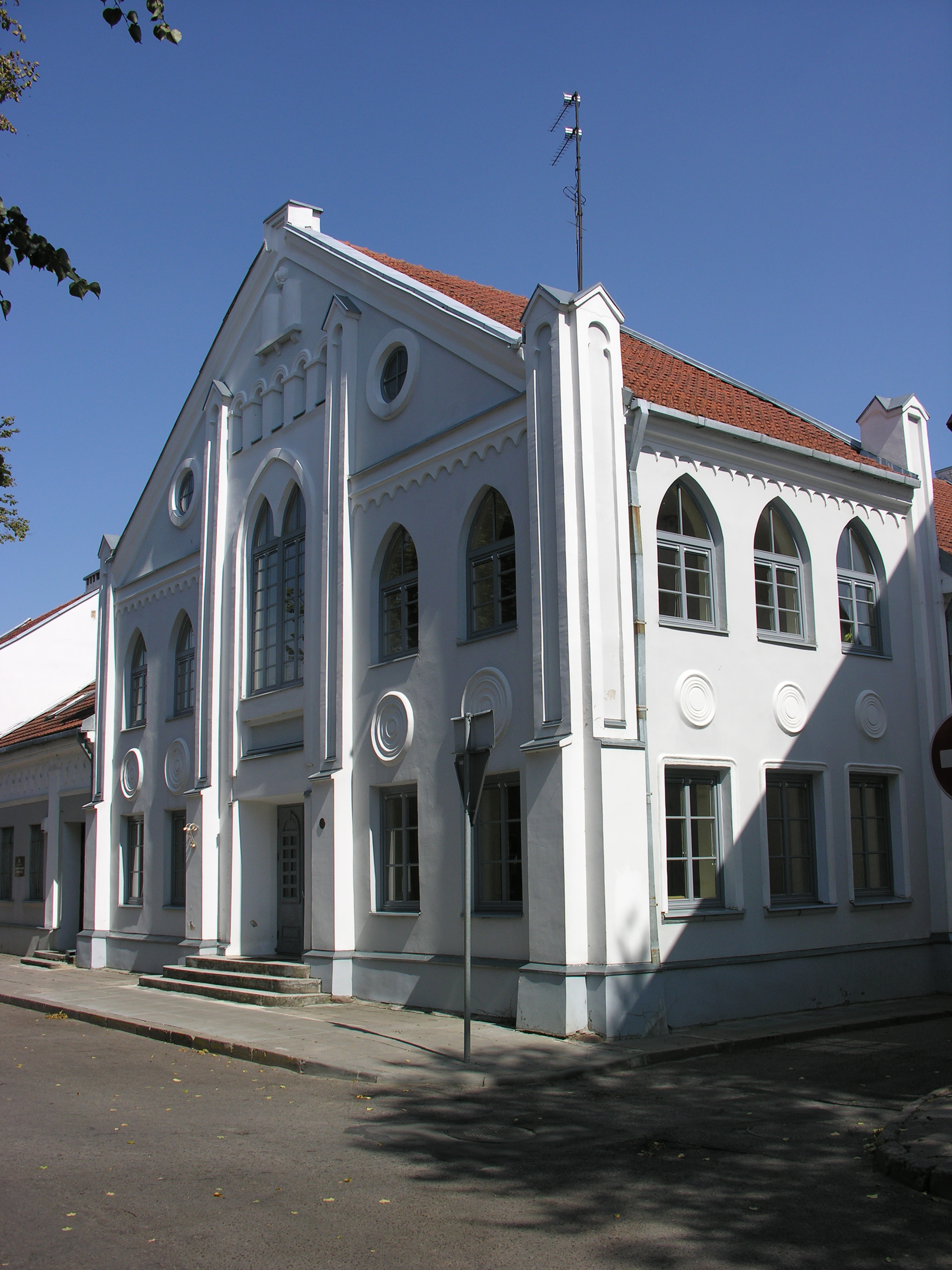
Ehemalige Synagoge von Marijampolė

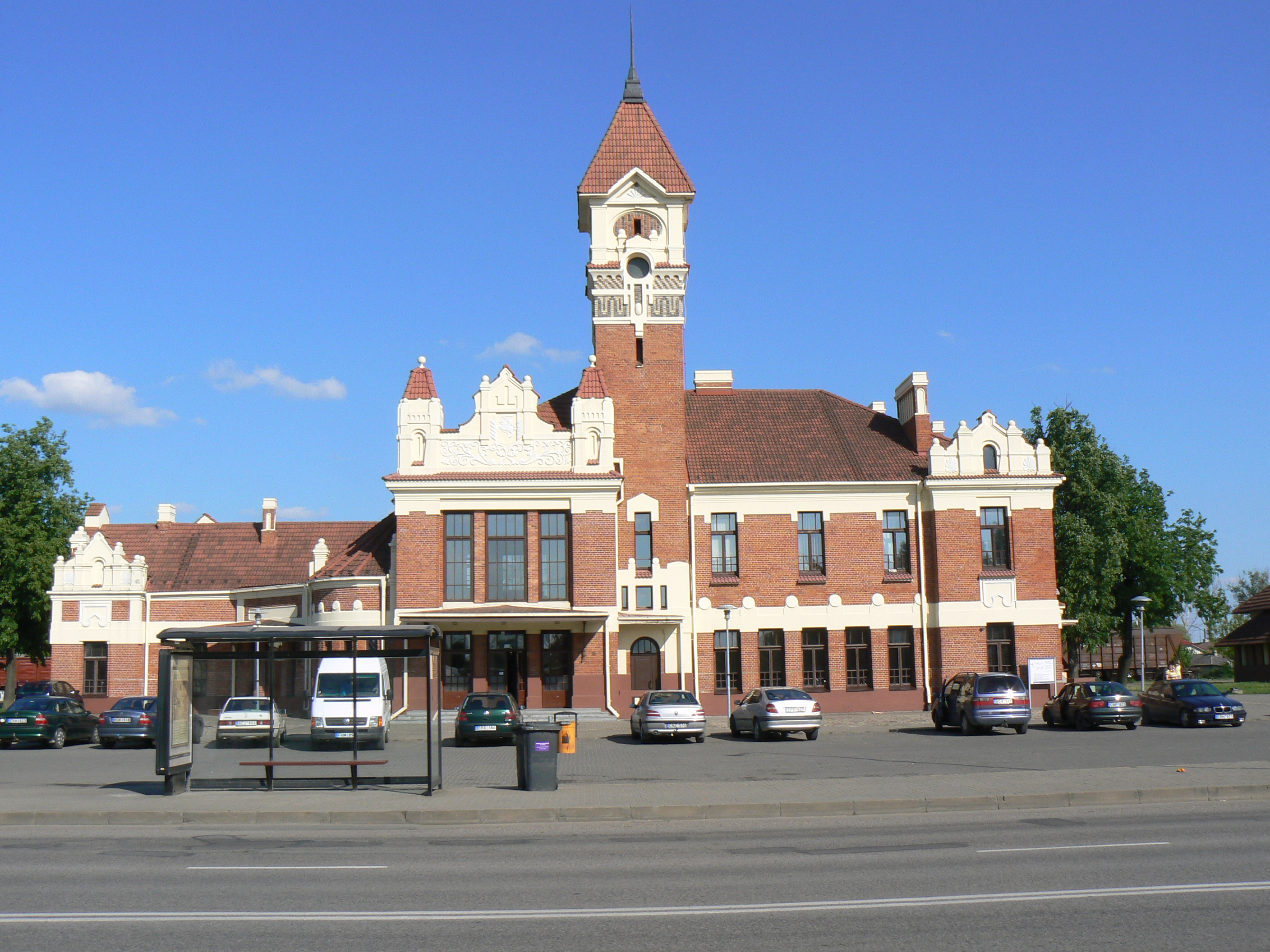
Bahnhof Marijampolė

Marijampolė anhörenⓘ (1955–1989 Kapsukas, deutsch und polnisch Mariampol) ist eine litauische Industrie- und Bezirkshauptstadt. Sie ist auch Sitz der gleichnamigen Gemeinde und bildet in dieser drei städtische Verwaltungsbezirke.

## Geografie
Marijampolė liegt im Süden von Litauen zu beiden Seiten der Scheschuppe (lit. Šešupė) – rund 50 km südwestlich von Kaunas und etwa 125 km westlich der Landeshauptstadt Vilnius nahe den Grenzen zu Polen und zum Oblast Kaliningrad (Königsberg) in der historischen Region Sudauen (Suvalkija).

## Geschichte
Das Gebiet von Marijampolė wurde ursprünglich von den Jatwingern bewohnt. Auf dem Territorium der Stadt befinden sich zwei von ihnen errichtete Stadthügel.
Im 16. Jahrhundert begannen Litauer, sich in der Gegend niederzulassen. Die Besiedlung beschleunigte sich 1655, als während der Flut zahlreiche Menschen vor dem Krieg in den umliegenden Waldgebieten Zuflucht suchten. Laut Jonas Totoraitis wurde die Siedlung 1667 gegründet. Damals hieß das Dorf Pašesupis. Das Dorf mit diesem Namen wird jedoch auch in früheren Dokumenten erwähnt; der Name wurde 1626 erstmals erwähnt.
Im Jahre 1701 gehörte das Gebiet zum Gut Prienai, danach wurde das Gut Kvietiškis davon abgetrennt. Ihre Besitzer verliehen der Siedlung den Status einer Stadt. 1736 wurde der neue Name der Siedlung, Starapol, zum ersten Mal in schriftlicher Form erwähnt. Der Anhang steht nicht am Ende des Siedlungsnamens und bedeutet eine städtische Siedlung (griechisch: polis).
Später errichteten die Marianer in der Stadt ein Kloster und bauten 1750 eine Kirche. Nach ihnen hieß die Stadt Marijampolė (der Name wurde erstmals 1756 verwendet).
Am 23. Februar 1792 wurde Marijampolė eine Stadt. Nach der 3. polnischen Teilung gehörte es von 1795 bis 1807 zu Preußen, danach bis 1815 zum Herzogtum Warschau und ab dann zum Russischen Kaiserreich. Im Jahr 1831 griffen die Armeen der aufständischen Polen (insgesamt 3800 Mann) eine Garnison von dreieinhalb Regimentern, Kanonen und eine 256-köpfige Kosakenarmee an, die gekommen waren, um den Aufstand in der Stadt zu unterdrücken. Die Schlacht endete mit dem Verlust der Aufständischen, viele von ihnen ertranken oder flohen, und russische Truppen töteten 300 Aufständische. Hundert von ihnen wurden auf dem Friedhof der Pfarrei beigesetzt, hundert auf dem Kirchhof.
Nach der Unabhängigkeit Litauens 1919 wurde eine Eisenbahnstrecke durch die Stadt gebaut. Dies führte zur Entwicklung der Industrie und zum Wachstum der Stadt.
1940 wurde Marijampolė von der Sowjetunion besetzt. In den Jahren 1940–1941 deportierten die sowjetischen Behörden mehrere hundert Einwohner von Marijampolė. 1941 wurde die Stadt von deutschen Truppen erobert. Am 1. September 1941 wurden zwischen 5.000 und 8.000 Juden aus Marijampolė, Kalvarija und anderswo sowie Menschen anderer Herkunft vom Rollkommando Hamann ermordet. Ihre Leichen wurden in Massengräbern in der Nähe des Flusses Šešupė gelegt. Durch den Krieg wurde die Stadt stark beschädigt und fast leer geräumt. Am 31. Juli 1944 rückte die sowjetische Armee erneut in die Stadt ein. Im folgenden Jahr unterdrückte die Spionageabwehr SMERSH etwa 500 Menschen aus Marijampolė. In den ersten Jahren der sowjetischen Besatzung 1944–1953 wurden zwischen 5000 und 6000 Litauer aus dem Komitat Marijampolė aus Litauen in sibirische Gulags deportiert. In den späten Nachkriegsjahren wurde die Stadt wieder aufgebaut und mit Einwohnern aus anderen Teilen Litauens neu besiedelt. Derzeit sind in Marijampolė etwa 98 % der Einwohner Litauer.
In der Zeit von 1955 bis 1989 trug die Stadt den Namen Kapsukas nach dem litauischen Kommunisten Vincas Mickevičius-Kapsukas. 1977 wurde Marijampolė Republikstadt, der die umliegenden Siedlungen untergeordnet wurden.
2018 war Marijampolė Kulturhauptstadt Litauens.

## Bauwerke

### Basilika des Erzengels St. Michael
Die 1824 im klassizistischen Stil erbaute römisch-katholische Kirche des Erzengel Michael wurde 1992 von Papst Johannes Paul II. in den Rang einer Basilica minor erhoben. Sie untersteht dem Bistum Vilkaviškis. Der Erzbischof Jurgis Matulaitis, welcher 1987 vom Papst zum Seligen erklärt wurde, liegt in der Kirche begraben. Da er der bisher einzige Selige Litauens in moderner Zeit ist, ist die Kirche sowohl bei Litauern als auch bei Ausländern bedeutende Wallfahrtskirche.

### St.-Vincent-und-Paul-Kirche
Die Kirche wurde 1888 als orthodoxes Gotteshaus im neobyzantischen Stil für die russische Armee erbaut und Zar Alexander III. gewidmet. Nach dem Ersten Weltkrieg wurde sie an die Marianer übergeben. Nach dem Zweiten Weltkrieg als Lagerhaus genutzt, dient das Gebäude seit 1990 wieder als Kirche.

### Evangelisch-lutherische Kirche
Die Evangelisch-lutherische Kirche von Marijampolė wurde 1841 im klassizistischen Stil erbaut, der Turm 1850 hinzugefügt. Nach Eingliederung Litauens in die UdSSR 1940 wurde die Kirche für nichtreligiöse Zwecke genutzt. In den 1990er Jahren restauriert, dient sie heute wieder der evangelisch-lutherischen Gemeinde als Gotteshaus.

### Synagoge Marijampolė
Die 1870 errichtet und profanierte Synagoge Marijampolė wird als Haus der Lehrerfortbildung genutzt.

### Bahnhofsgebäude
Der an der Eisenbahnstrecke Kaunas-Šeštokai-Alytus gelegene Bahnhof Marijampolė wurde von 1923 bis 1925 erbaut.

## Wirtschaft und Infrastruktur
Die Stadt ist das Zentrum einer landwirtschaftlich ertragreichen Region. Deshalb sind dort Produktionsstätten der Lebensmittelindustrie ansässig, außerdem Betriebe des Landmaschinenbaus. Am Stadtrand befindet sich ein Automarkt, der in den 1990er und 2000er Jahren einer der größten Gebrauchtwagenmärkte Europas war. Nach der Einführung des Euro in Litauen 2015 verlor der Gebrauchtwagenhandel in Marijampolė an Bedeutung.

### Unternehmen
In der Stadt sind etliche Unternehmen ansässig, etwa Marijampolės pieno konservai, ein milchverarbeitendes Unternehmen, und UAB Arvi ir Ko, eine litauische agrarische Unternehmensgruppe. AB Fasa (früher mit 2.100 Mitarbeitern) ist ein Unternehmen der Verpackungstechnik, Mantinga ein führendes baltisches Herstellungsunternehmen für tiefgefrorene Backwaren und kalte Snacks. Der deutsche Farbenhersteller Meffert Farbwerke betreibt eine Fabrik für Farben und Putze, das litauische Unternehmen UAB Meffert Baltica mit 20 Mitarbeitern (Stand: 2015). Das Krankenhaus Marijampolė beschäftigt über 700 Mitarbeiter.

### Freie Wirtschaftszone
Für rechtliche und administrative Erleichterungen für Investoren besteht eine Sonderwirtschaftszone, Freie Wirtschaftszone Marijampolė.

### Verkehr
Marijampolė liegt an den Fernstraßen Magistralinis kelias A5 (Richtung Suwałki und Richtung Kaunas), Magistralinis kelias A7 (Richtung Kaliningrad) und Magistralinis kelias A16 (Richtung Vilnius). Der Bahnhof liegt an der Bahnstrecke von Kaunas nach Polen.

## Bildung
Die Stadt hat eine Hochschule, das Kolleg Marijampolė. Bis zu seinem Umzug nach Kaunas 2005 bestand hier außerdem das Priesterseminar Vilkaviškis. Darüber hinaus sind an Bildungseinrichtungen das Berufsbildungszentrum Marijampolė und das Rygiškių-Jonas-Gymnasium Marijampolė vorhanden.

## Sport
Sūduva Marijampolė ist der bedeutendste Fußballverein der Stadt.

## Justiz
In der Stadt hat seinen Sitz das Kreisgericht Marijampolė (Gericht der 1. Instanz).

## Städtepartnerschaften
Marijampolė unterhält Städtepartnerschaften mit:
- Bergisch Gladbach, Deutschland, seit 1989
- Viborg, Dänemark
- Kokkola, Finnland
- Tschernjachowsk, Russland
- Salihorsk, Belarus
- Lesja, Norwegen
- Kvam, Norwegen
- Piotrków Trybunalski, Polen
- Suwałki, Polen

## Söhne und Töchter der Stadt
- Edward Żeligowski (1816–1864), polnischer und litauischer Dichter, Philosoph und Übersetzer
- Jurgis Matulaitis (1871–1927), Seliger, Erzbischof, Ordensgründer
- Frida Rubiner (1879–1952), kommunistische Übersetzerin
- George Adams (1894–1963), britischer Mathematiker und Anthroposoph
- Isakas Vistaneckis (1910–2000), litauisch-israelischer Schachspieler
- Israëlis Bidermanas (1911–1980), litauisch-französischer Fotograf
- Josef Schütz (1920–2023), deutscher KZ-Wächter
- Johann Kwederawitsch (1923–2002), deutscher Keramiker
- Edmundas Simanaitis (1929–2017), konservativer Politiker
- Antanas Baskas (* 1936), Politiker
- Algirdas Antanas Brukas (* 1936), Forstwissenschaftler, Förster und Politiker
- Vytautas Sigitas Draugelis (1943–2010), Politiker
- Rimantas Stankevičius (1944–1990), sowjetischer Pilot und Kosmonaut
- Algimantas Jasulaitis (* 1949), Gerichtsmediziner
- Viktoras Muntianas (* 1951), Politiker und Manager
- Laima Garnelienė (* 1954), Juristin
- Kęstutis Grinius (* 1956), Politiker
- Rimantas Prūsaitis (* 1956), Forstmann
- Ovidijus Vyšniauskas (* 1957), Sänger
- Valdas Kasparavičius (* 1958), Fußballspieler
- Rūta Rutkelytė (* 1960), Unternehmerin, Politikerin und Hochschullehrerin
- Giedrius Viliūnas (* 1963), Lituanist und Politiker, stellvertretender litauischer Bildungs- und Wissenschaftsminister
- Gintaras Grajauskas (* 1966), Schriftsteller und Musiker
- Gintaras Jasinskas (1968–2024), Biathlet
- Vytautas Leškevičius (* 1970), Diplomat und Politiker
- Donatas Kušlys (* 1971), Diplomat
- Donatas Dudutis (* 1973), Forstmann und Politiker
- Dainius Gaižauskas (* 1975), Politiker, Verwaltungsjurist und Polizeikommissar
- Tadas Papečkys (* 1978), Fußballspieler
- Darius Songaila (* 1978), Basketballspieler
- Tomas Radzinevičius (* 1981), Fußballspieler
- Kęstutis Mažeika (* 1982), Politiker
- Justas Pankauskas (* 1983), Politiker
- Saulius Klevinskas (* 1984), Fußballtorhüter
- Ramūnas Burokas (* 1985), Politiker
- Tadas Prajara (* 1986), Politiker
- Vaidas Slavickas (* 1986), Fußballspieler
- Andrius Vyšniauskas (* 1987), Politiker
- Arnoldas Kulboka (* 1998), Basketballspieler
- Paulius Pultinevičius (* 2001), Schachspieler